# Dissidents anglais

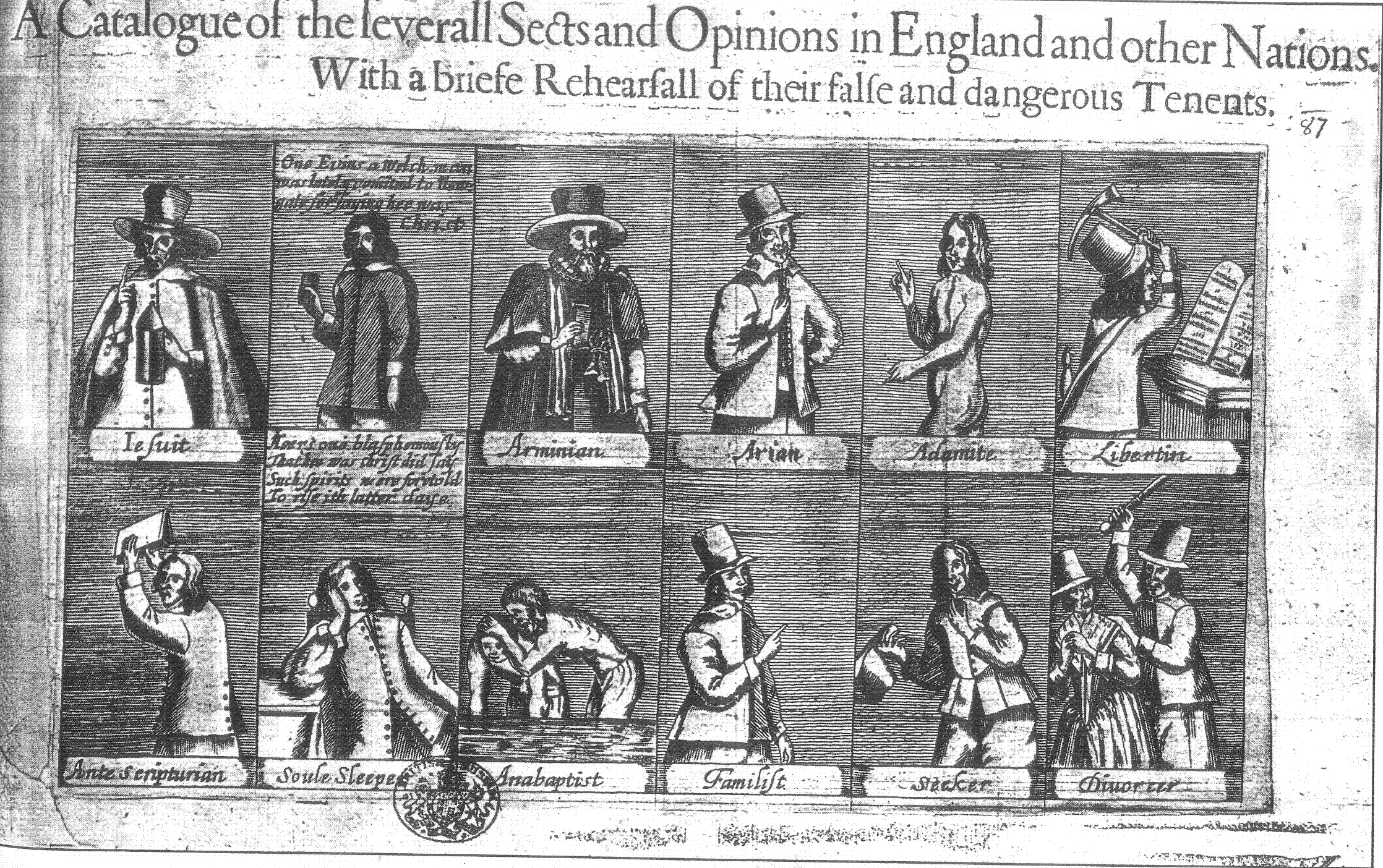
Catalogue grand format des dissidents en 1647.

Les Dissidents anglais (en anglais : English Dissenters) sont des protestants anglais qui firent sécession de l'Église d'Angleterre du XVIe au XVIIIe siècle.
Ils le firent pour des raisons théologiques mais aussi pour des raisons politiques puisque la couronne britannique était fidèle à un système césaropapiste, où l'État imposait sa religion à tous ses sujets. Les idées des dissidents triomphèrent lors de la Révolution anglaise et lors du gouvernement d'Oliver Cromwell, mais après la Restauration de la monarchie, en 1660, l'épiscopat fut rétabli et les droits civiques des dissidents limités, dès les années 1660, par une série de lois dont l’Act of Uniformity, le Corporation Act et le Test Act. Ce n'est qu'en 1828 que ces lois discriminatoires seront abrogées. Les dissidents furent néanmoins autorisés à s'installer dans un certain nombre des colonies britanniques nord-américaines, ce qui devait provoquer un déséquilibre démographique en faveur des Anglais en Amérique du Nord, et déterminer l'évolution de cette région. Autre conséquence : les mouvements chrétiens des dissidents anglais qui étaient confrontés à des persécutions, tels que les églises presbytériennes, les  églises congrégationalistes, les églises quakers, les églises anabaptistes et les  églises baptistes, ont prospéré en Amérique du Nord et ont profondément influencé la société et la politique.
Parmi les dissidents connus, on peut citer l'éditeur Joseph Johnson (1738–1809), la mystique Jane Leade (1623–1704), le philosophe Richard Price (1723–1791), ou encore le chimiste et théologien Joseph Priestley (1733–1804), ainsi que le fondateur d'une académie dissidente à Kendal (Cumbria), le révérend Caleb Rotherham, qui instruisit l'un des pères de la révolution industrielle, le fondeur et beau-frère de Joseph Priestley, John Wilkinson, mais aussi John Bunyan (1628-1688), auteur du best-seller religieux Le Voyage du pèlerin, Oliver Cromwell (1599-1658), dirigeant anglais qui prit la tête de la Révolution anglaise de 1642 à 1649, puis du pays de 1649 à 1658, et  John Milton (1608-1674), considéré comme l'un des plus grands poètes anglais.

## Origine et utilisation du terme

### Étymologie
L'étymologie du mot anglais dissenter est latine : dis-sentire, ne pas être d'accord. Son usage en anglais a traditionnellement été réservé aux dissidences religieuses par rapport à l’Église établie, qui est, depuis 1534, l’Église d'Angleterre. Au sens strict, cela inclut donc les catholiques romains anglais, qui, dans le projet de la loi de 1791 qui leur rend la plupart de leurs droits civils, le Roman Catholic Relief Act, étaient appelés "Protesting Catholic Dissenters". L'usage a cependant limité l'acception de ce terme aux protestants dissidents mentionnés dans l'Édit de tolérance de 1688 : baptistes, congrégationalistes ou presbytériens. Le terme ne s'applique pas aux organismes qui font dissidence de l'Église établie d'Écosse, et, pour désigner des membres des groupes religieux en rupture avec les Églises établies dans d'autres pays, la langue anglaise utilise le terme de dissidents (du latin dissidere, faire dissidence). 

### Différences avec les non-conformistes
Les termes dissenter et dissent ayant graduellement acquis une connotation méprisante ou condescendante, on a eu tendance depuis le milieu du XIXe siècle à plutôt parler de "non-conformistes", un terme qui pourtant ne désignait initialement qu'une divergence de vue mineure (par exemple sur les vêtements religieux) n'impliquant pas une séparation de l'Église établie, et qui, à son tour, a vieilli,. L'usage du terme non-conformistes fait le plus souvent référence à la période élisabéthaine : en effet, c'est l'Acte d'uniformité de 1662 qui exige de tous les ecclésiastiques anglais qu'ils se conforment au Book of Common Prayer et qu'ils soient ordonnés par des évêques de l'Église d'Angleterre, une exigence profondément inacceptable pour les puritains. L'affaire provoque la « grande expulsion » qui voit près de 2 000 ecclésiastiques chassés de l’Église anglicane.

## Premiers dissidents

### Dissidents avant la lettre: les Lollards
Une première dissidence religieuse, celle des Lollards, s'est développée en Angleterre à la fin du XIVe siècle autour des thèses du théologien John Wyclif. Les lollards sont considérés comme des précurseurs de la Réforme protestante.

## Dissidents duXVIesiècle

### Une dissidence fondamentale: les puritains
Une autre dissidence ancienne et importante par ses conséquences est celle des puritains. Il s'agit de protestants qui adhéraient à la théologie calviniste, dont l'influence est devenue particulièrement forte au sein de l’Église d'Angleterre après le retour des exilés mariaux peu après l'accession au pouvoir de la reine Elizabeth Ire en 1558, car nombre d'entre eux étaient réfugiés à Genève où ils avaient fréquenté Calvin et d'où ils avaient ramené la Geneva Bible, traduction de la Bible en anglais qui devait avoir une énorme diffusion. A noter que le terme puritanisme est souvent utilisé à tort, comme antonyme de hédonisme et comme synonyme de rigorisme moral alors qu'il s'agit d'un mouvement militant au sein de l'Église d'Angleterre,. Ce mouvement est parallèle au presbytérianisme écossais dont il partage les origines (le réformateur écossais John Knox faisait lui aussi partie du groupe réfugié à Genève), à la seule différence que cette église est devenue par la suite l'église officielle en Écosse.
Le puritanisme arrive au pouvoir lors de la Première guerre civile anglaise (1642-1646). La restauration de la monarchie en 1660 aboutit au retour de l'anglicanisme traditionnel de William Laud. Le puritanisme anglais entre alors dans la période appelée la "Grande Persécution". Baptisés non-conformistes, les pasteurs et les fidèles attachés au puritanisme furent expulsés de l’Église d'Angleterre et interdits de tout emploi public. Certains se maintiennent en Angleterre où ils continuent à pratiquer leur foi dans des dénominations non-conformistes, en particulier dans les églises congrégationalistes et presbytériennes, mais nombre d'entre eux émigrent en Hollande et vers les colonies britanniques d'Amérique. L'église congrégationaliste devient l'Église dominante dans les colonies du Massachusetts, où elle fonde les collèges qui deviendront grandes universités de la côte est. L'abondance de l'émigration des puritains en Amérique est aussi à l'origine de la suprématie de la population anglophone sur le continent nord-américain face à une population francophone beaucoup plus réduite.

### Séparatistes et congrégationalistes
- Brownistes : en 1580, Robert Browne devient le chef de file du mouvement en faveur d'une forme d'organisation congrégationaliste pour l'Église d'Angleterre et il tente de créer une Église congrégationaliste séparée à Norwich. Arrêté puis relâché grâce à la protection de William Cecil à qui il est apparenté, Robert Browne et ses proches s'exilent à Middelbourg, aux Pays-Bas, en 1581. Revenu en Angleterre en 1585, il rejoint l'Église d'Angleterre et termine sa vie comme maître d'école et pasteur de paroisse.
- Barrowistes : groupe fondé par Henry Barrowe, sans doute influencé par Robert Browne, qui souhaitait que l’Église se réforme sans attendre l'autorisation du pouvoir civil et qui prônait l'indépendance des congrégations. Il considérait l'ensemble de l'ordre ecclésiastique établi comme pollué par le reliquat du catholicisme romain, et insistait sur la séparation comme essentielle à un culte et une discipline purs. Trop contestataire du pouvoir césaropapiste du roi et de l’Église d'Angleterre, il sera arrêté et exécuté avec un autre séparatiste, John Greenwood, en 1593.

### Les anabaptistes
L'anabaptisme n'est pas un phénomène majeur en Angleterre. Les persécutions dont ils sont l'objet dans leurs régions d'origine en Suisse, en Allemagne ou dans les Provinces-Unies, tant de la part les protestants que de la part des catholiques, les conduisent à chercher refuge à l'étranger, et, pour certains, en Angleterre, notamment en provenance de Hollande et de Flandre. Cependant, ils seront persécutés en Angleterre également, dès 1534, par Henri VIII, et par la suite par tous les rois et reines qui lui succèdent. Les nouvelles de la Révolte de Münster leur avaient valu une fâcheuse réputation, associée à la violence et aux troubles (alors qu'ils étaient presque tous adhérents de la non-violence par conviction religieuse), et ils sont considérés comme une menace pour l'État. Des groupes d'anabaptistes étrangers sont condamnés au bûcher entre 1535 et 1546. Ils sont touchés par les persécutions mariales sous le règne de Marie Ire (1554-1558) comme les autres protestants anglais, mais l'arrivée au pouvoir de la protestante Elizabeth Ire n'arrange rien, sa principale préoccupation étant la préservation de l'ordre et la restauration du protestantisme en tant que religion d'État. En 1590, ils sont proscrits en Angleterre (sauf à rejoindre l'Église anglicane), la plupart d'entre eux quittent le pays.

### Les mystiques
La Familia Caritatis (" Famille d'amour ") est un groupe religieux né en Europe continentale au XVIe siècle autour d'un mystique néerlandais nommé Henry Nicholis (Hendrik Niclaes, vers 1501-1580). Pour les familistes, Niclaes est la seule personne sachant vraiment comment atteindre un état de perfection. Ils développent de nombreuses autres doctrines, par exemple qu'il a existé un temps avant Adam et Eve, que le Ciel et l'Enfer sont tous deux présents sur Terre, et que toutes les choses sont régies par la nature et non dirigées par Dieu. Bien que clairement désigné comme hérétique, le mouvement attire des adeptes en Allemagne, en France et en Angleterre. Extrêmement discrets, voire secrets, les membres ne discutent pas de leurs idées et de leurs opinions avec des personnes extérieures et sont en général membres d'une église établie afin de ne pas attirer l'attention. Ce groupe a continué à exister jusqu'au milieu du XVIIe siècle, puis a été absorbé par le mouvement quaker.

## Dissidents duXVIIesiècle

### Les baptistes
Les Anglais John Smyth et Thomas Helwys sont considérés comme les fondateurs du baptisme, ,. Leurs convictions puritaines et congrégationalistes les conduisent à se réfugier à Amsterdam. Leur théologie est réformée sauf sur le point du baptême des enfants, qu'ils considèrent, contrairement à Calvin, comme illégitime. Comme chez les autres réformés, certains sont arminiens, mais pas tous. En 1609, année considérée comme la fondation du mouvement, ils baptisent les croyants et fondent la première église baptiste,. Thomas Helwys publie la première confession de foi baptiste en 1611 et fonde la première église baptiste anglaise à Spitalfields, à l’est de Londres en 1612. La même année, il est emprisonné par le roi Jacques Ier d'Angleterre à qui il a adressé un traité à la fois critique des autres religions et appelant à la liberté religieuseIl mourra en prison en 1616. 
Dans ces conditions, les baptistes comme les autres dissidents sont nombreux à émigrer. En 1638, le pasteur anglais  Roger Williams fonde la Première église baptiste d'Amérique à Providence (Rhode Island) qui participera à la fondation des Églises baptistes américaines USA,.

### Les Seekers et les quakers
Parmi les nouveaux groupes chrétiens apparus pendant et après la guerre civile anglaise (1642-1649), celui des quakers allait avoir une destinée particulière. Il a trouvé son origine dans le mouvement des Seekers (chercheurs), resté inorganisé. 
Les Seekers sont apparus dans les années 1620, probablement à la suite de la prédication de trois frères, Walter, Thomas et Bartholomew Legate, d'où l'appellation Legatine-Arians. Selon eux, toutes les églises organisées de leur époque sont corrompues et préfèrent attendre la révélation de Dieu. Beaucoup d'entre eux ont ensuite rejoint la Société religieuse des amis (Quakers). 
Le fondateur des quakers est un certain George Fox, qui disait avoir eu une vision sur la colline de Pendle, dans le Lancashire. Convaincu qu'il était possible d'avoir une expérience directe du Christ sans l'aide d’aucun ecclésiastique, il se fait l’avocat d’une religion sans clergé et d’un retour à ce qu'il estime être la pureté du christianisme primitif, et il propage ses convictions au travers de nombreux voyages missionnaire en Angleterre, aux Pays-Bas et à la Barbade. Il rencontre un certain succès en Angleterre et au Pays de Galles, notamment parmi les femmes. Le nombre total de quakers atteint ainsi 60 000 en Angleterre et au Pays de Galles en 1680. Mais le protestantisme établi considère les quakers comme un défi blasphématoire à la religion et à l'ordre social et politique. Une loi adoptée en 1662 officialise leur persécution, qui durera jusqu’à la Déclaration d'Indulgence (1687-1688) et l'Acte de Tolérance de 1689. L'accès au Parlement sera interdit aux quakers de 1698 à 1833. L’illustre quaker William Penn, qui a passé deux ans auprès de chez Moïse Amyraut à l'Académie protestante de Saumur, est emprisonné plusieurs fois. Il se résout à émigrer et obtient de la couronne britannique un vaste territoire adossé à la colonie du New Jersey, où il fonde en 1682 la ville de Philadelphie. La colonie, qui prendra son nom et deviendra la Pennsylvanie, veut être un refuge pour tout monothéiste persécuté. Sa constitution servira de base à celle des États-Unis.
En revanche, dans la colonie puritaine de la Baie du Massachusetts, les quakers sont persécutés à partir de juillet 1656 et la quaker Mary Dyer est exécutée le 1er juin 1660 ainsi que trois autres « martyrs de Boston ». En 1661, le roi d'Angleterre Charles II interdit ces exécutions et en 1684, l'Angleterre fait appliquer les lois anglaises et, en 1689, l'Acte de tolérance.

### Autres groupes évangéliques
- Enthousiastes : ce terme imprécis et péjoratif désigne divers groupes protestants des XVIe et XVIIe siècles. Après la Glorieuse Révolution, ce mot désignait tout discours public en faveur d'une cause politique ou religieuse, et l'"enthousiasme" était considéré comme la cause de la guerre civile du siècle précédent et de ses atrocités, et c'était donc un tabou social absolu. Au cours du XVIIIe siècle, des prédicateurs méthodistes tels que John Wesley ou George Whitefield seront taxés d'enthousiasme, c'est-à-dire de fanatisme, par leurs adversaires.
- Sabbatariens : cette idée était apparue en Angleterre dès l'époque d’Elizabeth Ire (1558-1603). L'accès à la Bible en anglais permettant à toute personne sachant lire cette langue d'étudier les Écritures et de remettre en question les doctrines de l'Église, il était apparu à certains que les églises établies n'appliquaient pas avec suffisamment de rigueur le 4e commandement : « Souviens-toi du jour du repos, pour le sanctifier. Tu travailleras six jours, et tu feras tout ton ouvrage. Mais le septième jour est le jour du repos de l'Éternel, ton Dieu : tu ne feras aucun ouvrage, ni toi, ni ton fils, ni ta fille, ni ton serviteur, ni ta servante, ni ton bétail, ni l'étranger qui est dans tes portes. »[24] Les sabbatariens se divisent entre ceux dits « du premier jour » (sabbat du dimanche) et ceux « du septième jour » (sabbat le samedi). Certains anabaptistes néerlandais ont peut-être contribué à introduire ces pratiques en Angleterre. Ces idées répandues dans de nombreux groupes protestants ne déterminent pas nécessairement la création de groupes séparés. Le sabbatarisme anglais est généralement associé à John Traske (1585-1636), Theophilus Brabourne (1590-1662) et Dorothy Traske (vers 1585-1645), qui parviennent à augmenter le nombre de congrégations sabbatariennes.
- Cinquième Monarchie : actifs de 1649 à 1661 et tirant leur nom d'une prophétie du Livre de Daniel affirmant que quatre empires disparaîtraient avant le retour du Christ[25], ils sont le seul groupe millénariste parmi les dissidents anglais : pour eux, l'année 1666, marquée du nombre biblique de la Bête, marquerait la fin de la domination terrestre par des êtres humains charnels. Prêchant le renversement violent du gouvernement pour instaurer le « règne de Jésus-Christ », le mouvement sous la direction de Thomas Venner complota  vainement par deux fois contre le pouvoir en place : la première fois en 1657, et la seconde en 1661, lorsqu'un groupe de 50 hommes essaya de prendre le contrôle de Londres. La plupart furent tués et la Cinquième Monarchie disparut après cet échec, en ayant déclenché une vaste vague de répression contre tous les dissidents[26].

### Groupes mystiques ou piétistes
- Boehmistes (en anglais : Behmenists) : ce mouvement né en Europe continentale puise ses idées dans les écrits du mystique et théosophe allemand Jakob Böhme. Il se développe à partir des années 1640, date de parution de ses œuvres en Angleterre. Le mouvement ne dure pas et les boehmistes rejoignent les quakers.
- Philadelphiens : la Société philadelphienne est un groupe créé par John Pordage (1607-1681), un pasteur anglican de Bradfield, dans le Berkshire, qui avait été exclu de sa paroisse en 1655 en raison de ses opinions dissidentes, puis réintégré en 1660 pendant la Restauration anglaise. John Pordage était influencé par les idées de Jakob Böhme. Tout en développant des idées hétérodoxes, les membres de mouvement ne quittèrent pas leurs églises d'origine, d'où le terme de simple "société" choisi pour leur groupe.
- Grindletoniens : ce groupe tire son nom du village de Grindleton  dans le Lancashire, où elle apparaît vers 1610 et où elle se développe notablement entre 1615 et 1640, surtout dans le Lancashire et le Yorkshire. Il reste actif dans le nord de l'Angleterre jusque dans les années 1660, puis disparaît dans les années 1680[27]. Les idées prêchées par l'inspirateur de ce groupe, le pasteur Roger Brearley étaient proches de celles des familistes, groupe mystique sans doute préexistant localement (voir plus haut), et peut-être influencé par un écrit mystique allemand, la Theologica Germanica : l'Esprit serait supérieur à la Lettre (c'est-à-dire la Bible) ; toute personne ayant la lumière intérieure, ordonnée ou non, serait qualifiée pour prêcher ; il serait possible de vivre sans pécher et d'atteindre le Paradis sur Terre. Devant la Haute Commission de l'archidiocèse de York en octobre 1616, Brearley renonce à ses opinions et promet de se conformer à l'avenir.Son successeur à Grindleton, John Webster (1610-1683), a lui aussi été traduit devant un tribunal ecclésiastique.

### Groupes «politiques»
- Niveleurs (en anglais : levellers) : les niveleurs sont essentiellement un mouvement politique né pendant la période de liberté ouverte par la Révolution anglaise. Les niveleurs défendent la tolérance religieuse, le libre-échange économique, le droit de vote et la garantie des droits au travers d'une constitution écrite. Le nom de « niveleurs » leur est donné par leurs adversaires qui les accusent de vouloir effacer toute hiérarchie sociale. Ils sont nombreux parmi les soldats de la New Model Army de Cromwell. Les principaux chefs du mouvement sont les colonels John Lilburne, Richard Overton, William Walwyn et John Wildman. Ils étaient attachés à la notion de droits naturels et dénonçaient le viol de ceux-ci par le parti royal pendant la guerre civile. Lors des débats de Putney en 1647, le colonel Thomas Rainsborough défend les droits naturels comme provenant de la loi de Dieu exprimée dans la Bible.  Ces débats, qui opposent des représentants des soldats, les agitators, aux gradés, les grandees, produisent la publication de l'Accord du Peuple, rédigé par Wildman, et une « Humble Remontrance » envoyée au Parlement, où l'armée affirme son caractère national. Les niveleurs se révoltent en 1649 contre le projet d'invasion de l'Irlande et sont vaincus par Cromwell. Il s'ensuit une épuration poussée au sein de la New Model Army. Les idées des niveleurs seront reprises et propagées par les philosophes libéraux tout au long du siècle des Lumières ; elles ont notamment influencé les rédacteurs de la constitution américaine.
- Bêcheux ou Piocheurs (Diggers en anglais) : faction protestante de la Première Révolution anglaise, fondée en 1649 par Gerrard Winstanley. Ils se faisaient appeler « vrais niveleurs » à leurs débuts (True Levellers), en raison de leur croyance en l'égalité économique basée sur un passage spécifique du Livre des Actes[28]. C'est le public qui finit par les baptiser « bêcheux », Diggers, car ils veulent réformer l'ordre social avec un mode de vie agraire basé sur la création de petites communautés rurales égalitaires. Ils sont considérés comme des précurseurs de l'anarchisme moderne[29].

### Groupes détachés du christianisme
- Ranters :  ce groupe assez mal connu s'est développé à l'époque de l'Interrègne (1649-1660) et semble avoir atteint un nombre important de personnes dans les milieux populaires. Ils ont été rapidement considérés comme hérétiques et combattus comme tels par l'Église établie en raison de leurs croyances hétérodoxes : panthéisme (Dieu est essentiellement présent dans chaque créature), refus de l'autorité non seulement de l'Église mais aussi de la Bible (croyance qu'il faut écouter Jésus en soi-même), rejet par certains de la croyance en l'immortalité et en un Dieu personnel, antinomianisme (libérés par la grâce, les hommes n'ont plus besoin d'obéir à la loi divine). Leur adhésion à cet ensemble de croyances faisait d'eux une sorte de groupe anarchiste, et donc menace pour la stabilité du gouvernement.
- Muggletoniens (Muggletonians) : ce petit groupe a été créé en 1651 lorsque deux tailleurs londoniens, Lodowicke Muggleton et John Reeve (en) ont annoncé qu'ils étaient les derniers prophètes annoncés dans le livre biblique de l'Apocalypse. Le groupe s'est développé à partir des ranters et en opposition aux quakers. Les croyances muggletoniennes comprennent une hostilité à la raison philosophique, une compréhension scripturale du fonctionnement de l'univers et la croyance que Dieu est apparu directement sur cette terre sous la forme du Christ Jésus, mais qu'il ne regarde pas les événements quotidiens sur terre et n'interviendra pas jusqu'à ce qu'il doive mettre fin au monde. Les muggletoniens évitaient toute forme de culte ou de prédication et ne se réunissaient que pour discuter et se rencontrer entre membres. Le mouvement était égalitaire, apolitique et pacifiste, et ne pratiquait aucune évangélisation. Toujours resté marginal, ce groupe s'est maintenu jusqu'en 1979.

## Les "Dissidents rationnels" duXVIIIesiècle
Au XVIIIe siècle, un groupe de dissidents se fait connaître sous l'appellation de « Dissidents rationnels » (Rational Dissenters). Sur nombre de points, ils sont plus proches de l'anglicanisme que les autres groupes de Dissidents. Toutefois, ils estiment que les religions d'État empiètent sur la liberté de conscience. Ils sont farouchement opposés à la structure hiérarchique de l'Église d'Angleterre et aux lois qui limitent la liberté religieuse. Ils accordent une grande importance à l'examen individuel des textes bibliques, et fondent plusieurs « académies dissidentes (en) », établissements d'enseignement supérieur où se donne une éducation plus moderne et variée (faisant la part belle aux sciences) qu'à Oxford ou à Cambridge, les deux universités dont les Dissidents étaient exclus. Comme les anglicans modérés, ils désirent un ministère instruit et une église ordonnée, mais ils fondent leur opinion sur la raison et la Bible plutôt que sur des appels à la tradition et à l'autorité. Ils rejettent la Trinité et le péché originel, et s'affirment vers la fin du XVIIIe siècle comme les fondateurs de l'unitarisme. Les Dissidents rationnels pensent que chrétienté et foi devraient être disséquées et évaluées au moyen d'une nouvelle discipline émergente, la science, et qu'une foi en Dieu plus forte en surviendra.